# Hyde park (pořad)
Hyde park je první komplexně interaktivní televizní pořad o dění v Česku i zahraničí, který vysílala ČT24 v letech 2010–2015. Do pořadu posílali otázky diváci, a to přes chat na oficiální stránce pořadu, Facebook, Google+, Twitter, SMS nebo volali po telefonu či Skypu. Diváci také mohli nahrát videodotaz na YouTube. Zapojit se mohli i díky živému vstupu, kdy byl redaktor pořadu v ulicích některého z českých měst. V živém vstupu také někdy vystupovali odborníci, popřípadě názoroví oponenti hosta ve studiu.
Původně pořad moderovali Daniel Takáč, Pavlína Kvapilová a Jaromír Bosák, později i Lukáš Dolanský, Bohumil Klepetko a Barbora Kroužková. Pořad se vysílal na ČT24 každý všední den od 20.05 do 21.00 od 4. ledna 2010 (prvním hostem byl tehdejší ministr financí Eduard Janota) do 30. října 2015. Poté následovala, kvůli přestavbě studia 6, několikaměsíční pauza. Pořad se opět začal vysílat 1. února 2016, kdy se stal součástí pořadu 90' ČT24. Samostatně tak bylo jeho vysílání ukončeno.
Česká televize na základě tohoto formátu vytvořila pořad Hyde Park Civilizace, komplexně interaktivní pořad zaměřený na vědu a současnou civilizaci, který moderuje Daniel Stach.

## Kritika
Od roku 2014 byl pořad kritizován Vladimírem Meierem za to, že je údajně pokládáno stále méně diváckých otázek i otázek z telefonických vstupů, že pořad vysílá ve větší míře otázky redaktorů. Maier kritizoval i výběr otázek v závislosti na tématu i na jejich hodnocení televizními diváky, apod.